# Mankomskäret
Mankomskäret är en ö i Finland. Den ligger i Skärgårdshavet eller Norra Östersjön och i kommunen Kimitoön i den ekonomiska regionen  Åboland i landskapet Egentliga Finland, i den sydvästra delen av landet. Ön ligger omkring 71 kilometer söder om Åbo och omkring 140 kilometer väster om Helsingfors.
Öns area är 6,9 hektar och dess största längd är 440 meter i sydöst-nordvästlig riktning. Ön höjer sig omkring 10 meter över havsytan.